# Try This
"Try This" es el tercer álbum de la cantante estadounidense P!nk, lanzado el 11 de noviembre de 2003. La mayoría de las canciones (ocho en total) fueron coescritas y coproducidas por el cantante y guitarrista Tim Armstrong. También participa en el disco Linda Perry, que escribe tres de las canciones, y la cantante canadiendse Peaches en «Oh My God». El disco debutó entre los diez primeros puestos de las listas de EE. UU., Reino Unido, Canadá y Australia y vendió en total más de tres millones de discos, 700.000 en Estados Unidos y fue certificado con el disco de platino por la RIAA. A pesar de esto es el álbum menos vendido en su carrera musical. Los sencillos publicados fueron «Trouble», «God Is a DJ» y «Last to Know».

## Información del disco
La mayoría de las canciones fueron producidas y coescrita por el cantante y guitarrista de la banda Rancid, Tim Armstrong, a quien Pink conoció a través de un amigo mutuo. Los dos se cayeron bien y Pink terminó coescribiendo diez canciones con él en una semana, Rancid estaba en una gira con los Foo Fighters. También cuenta con tres canciones escritas con Linda Perry, quien coescribió la mayor parte de Missundaztood (2001), segundo álbum de Pink. El álbum incluye una colaboración la cantante de electroclash Peaches en la canción ""Oh My God"". Pink también contribuye con la banda sonora de Los Ángeles de Charlie: Full Throttle con la canción "Feel Good Time" (producido por y con William Orbit), como bonus track del álbum en algunos países. También hace un cameo en esta película. Pink añadió "estaba tan harta de hablar sobre mí que tome la decisión de hacer algo distinto, así que con Tim decidimos hacer un álbum divertido".

## Recepción
El álbum recibió buenas críticas por parte de los expertos. Aunque algunos criticaron negativamente el álbum como el New York Magazine. Sin embargo recibió una puntuación de 71/100 (que en términos generales es bueno), mientras que Allmusic le dio una calificación de 4.5 de 5 estrellas, afirmando que el álbum "tuvo un inmerecido fracaso".
Try This debutó en el número 9 del Billboard 200 en los Estados Unidos, con ventas de 147.000 copias vendidas en su semana de lanzamiento, un debut más débil en comparación con Missundaztood. La semana del 2 de mayo de 2004 el álbum había alcanzado los primeros 10 puestos en las listas de álbumes del Reino Unido, Canadá y Australia. Para marzo de 2007 el álbum había vendido 719.000 copias en Estados Unidos, con un total de más de 3 millones de unidades vendidas en el mundo. En 2009 el álbum había vuelto a entrar en las listas de álbumes en Australia en el puesto número 37 y en junio de ese año alcanzó el puesto 19.
El primer sencillo del álbum, "Trouble" alcanzó el número 2 en Canadá y los primeros 10 puestos en el Reino Unido y Australia, pero en Estados Unidos solo llegó al número 68 del Billboard Hot 100, mientras que "Catch Me While I'm Sleeping" se publicó como sencillo promocional. El segundo sencillo, "God Is a DJ" no logró entrar en el Billboard Hot 100 en Estados Unidos, pero en el Reino Unido alcanzó el puesto 11. "Last to Know" fue lanzado exclusivamente en Europa y llegó al puesto 21 en el Reino Unido.

## Sencillos
- "Trouble": Fue lanzado como primer sencillo del álbum en septiembre de 2003. La canción fue compuesta por Pink y Tim Armstrong. Tuvo una buena acogida (aunque no tuvo un gran éxito) y llegó al top 10 en varios países. Sin embargo en Norteamérica solo alcanzó a llegar al puesto 68. El video fue dirigido por Sophie Muller y está ambientada en el lejano Oeste. Aunque la canción no tuvo mucho éxito, ganó un premio Grammy en la categoría Mejor Interpretación Vocal Rock Femenina en 2004.

- "God is a DJ": Es el segundo sencillo del álbum, publicado en enero de 2004. fue escrita por Pink, Jonathan Davis, Billy Mann. La canción tuvo un éxito bastante moderado pero llegó a entrar en el top 20 de algunos países, sin embargo en Estados Unidos solo logró posicionarse en el puesto número 103. El video fue dirigido por Jake Scott y muestra a la cantante en una noche de fiesta, droga y promiscuidad. La canción hace parte de la banda sonora de Mean Girls.

- "Last to Know": Es el tercer y último sencillo lanzado en mayo de 2004. Fue escrito por Tim Armstrong y Pink, se encuentra dentro del género rock y rock alternativo. La canción no tuvo mucho éxito, solo logró algunas posiciones importantes en Europa. El video de la canción es una presentación de su gira Try This Tour y fue dirigida por Russell Thomas.

## Promoción
Para la promoción del álbum Pink se embarca en una gira con el mismo nombre del álbum, Try This Tour, visitando solo países de Europa y Oceanía. con este tour Pink recaudo más de 36 millones de dólares. También lanzó un DVD con las presentaciones del tour llamado Pink: Live in Europe. En la presentación Lady Marmalade pink hace mofa de la cantante Christina Aguilera, a quien representa con una muñeca inflable, en el DVD aparece censurada en el momento en que canta un fragmento de la canción "Beautiful" de Christina Aguilera.

## Lista de canciones
| Try This |                                 |                                                         |          |  |
| N.º      | Título                          | Escritor(es)                                            | Duración |  |
| 1.       | «"Trouble"»                     | Tim Armstrong, Pink                                     | 3:13     |  |
| 2.       | «"God Is a DJ"»                 | Billy Mann, Jonnie "Most" Davis, Pink                   | 3:46     |  |
| 3.       | «"Last to Know"»                | Armstrong, Pink                                         | 4:03     |  |
| 4.       | «"Tonight's the Night"»         | Armstrong, Pink                                         | 4:56     |  |
| 5.       | «"Oh My God"» ((con Peaches))   | Armstrong, Merrill Nisker, Pink                         | 3:44     |  |
| 6.       | «"Catch Me While I'm Sleeping"» | Linda Perry, Pink                                       | 5:03     |  |
| 7.       | «"Waiting For Love"»            | Paul Ill, Brian MacLeod, Perry, Pink, Eric Schermerhorn | 5:28     |  |
| 8.       | «"Save My Life"»                | Armstrong, Pink                                         | 3:16     |  |
| 9.       | «"Try Too Hard"»                | Perry, Pink                                             | 3:14     |  |
| 10.      | «"Humble Neighborhoods"»        | Armstrong, Pink                                         | 3:52     |  |
| 11.      | «"Walk Away"»                   | Armstrong, Pink                                         | 3:39     |  |
| 12.      | «"Unwind"»                      | Armstrong, Pink                                         | 3:14     |  |
| 13.      | «"Love Song"»                   | Damon Elliott, Pink                                     | 2:29     |  |
| 14.      | «"Hooker"» ((Hidden Track))     | Armstrong, Pink                                         | 3:04     |  |
| 52:52    |                                 |                                                         |          |  |

| International edition bonus track |                    |                                          |          |  |
| N.º                               | Título             | Escritor(es)                             | Duración |  |
| 15.                               | «"Feel Good Time"» | William Orbit, Beck Hansen, Jay Ferguson | 3:56     |  |

| European enhanced edition bonus material |                       |              |          |  |
| N.º                                      | Título                | Escritor(es) | Duración |  |
| 16.                                      | «Interview with P!nk» |              | 5:57     |  |
| 17.                                      | «"Photo gallery"»     |              |          |  |

| Japanese bonus tracks |                    |                                                         |          |  |
| N.º                   | Título             | Escritor(es)                                            | Duración |  |
| 13.                   | «"Feel Good Time"» | William Orbit, Beck Hansen, Jay Ferguson                | 5:56     |  |
| 14.                   | «"Delirium"»       | Perry, Pink                                             | 3:41     |  |
| 15.                   | «"Free"»           | Pink, Perry, Eric Schermerhorn, Paul Ill, Brian MaCleod | 6:41     |  |

| Asian bonus tracks |                                                             |                                          |          |  |
| N.º                | Título                                                      | Escritor(es)                             | Duración |  |
| 13.                | «"Feel Good Time"»                                          | William Orbit, Beck Hansen, Jay Ferguson | 5:56     |  |
| 15.                | «"Get the Party Started"»                                   | Linda Perry                              | 3:11     |  |
| 16.                | «"18 Wheeler"»                                              | Pink, Dallas Austin                      | 3:44     |  |
| 17.                | «"Lady Marmalade"» (con Christina Aguilera, Mýa y Lil' Kim) | Bob Crewe, Kenny Nolan                   | 4:24     |  |

| Limited edition bonus DVD |                                          |              |          |  |
| N.º                       | Título                                   | Escritor(es) | Duración |  |
| 1.                        | «"Pink's Pix: Photo Gallery"»            |              |          |  |
| 2.                        | «"Album Lyrics"»                         |              |          |  |
| 3.                        | «"The Many Faces of P!nk: Interview"»    |              |          |  |
| 4.                        | «"Feel Good Time Lifestyle: Featurette"» |              |          |  |
| 17.                       | «"Trouble"» (Video musical)              |              | 3:32     |  |

## Posicionamiento y ventas
| Listas (2003)           | Mejor posición |
| ----------------------- | -------------- |
| Swiss Album Chart       | 1              |
| German Album Chart      | 2              |
| UK Album Chart          | 3              |
| Australian Album Chart  | 8              |
| Canadian Album Chart    | 8              |
| Irish Album Chart       | 8              |
| Netherlands Album Chart | 8              |
| Sweden Album Chart      | 8              |
| U.S. Billboard 200      | 9              |
| French Album Chart      | 12             |

| Chart          | Certificación | Ventas   |
| -------------- | ------------- | -------- |
| Australia ARIA | Platinum      | 70,000+  |
| Austria IFPI   | Platinum      | 15,000+  |
| Canadá CRIA    | Platinum      | 100,000+ |
| Alemania IFPI  | Platinum      | 200,000+ |
| Francia        | Gold          | 130,000  |
| Noruega IFPI   | Gold          | 20,000+  |
| Suiza IFPI     | Platinum      | 40,000+  |
| UK BPI         | Platinum      | 530,000  |
| U.S. RIAA      | Platinum      | 800,000+ |